# Wuhledar
Wuhledar (ukrainisch Вугледар; russisch Угледар Ugledar) ist eine Stadt im Südwesten der ukrainischen Oblast Donezk.
Im Russisch-Ukrainischen Krieg wurde die Stadt ab dem Jahr 2022 zunehmend durch russischen Beschuss zerstört und entvölkert und ist seit 2023 eine Ruinenstadt. Anfang Oktober 2024 wurde die Stadt von russischen Truppen eingenommen.

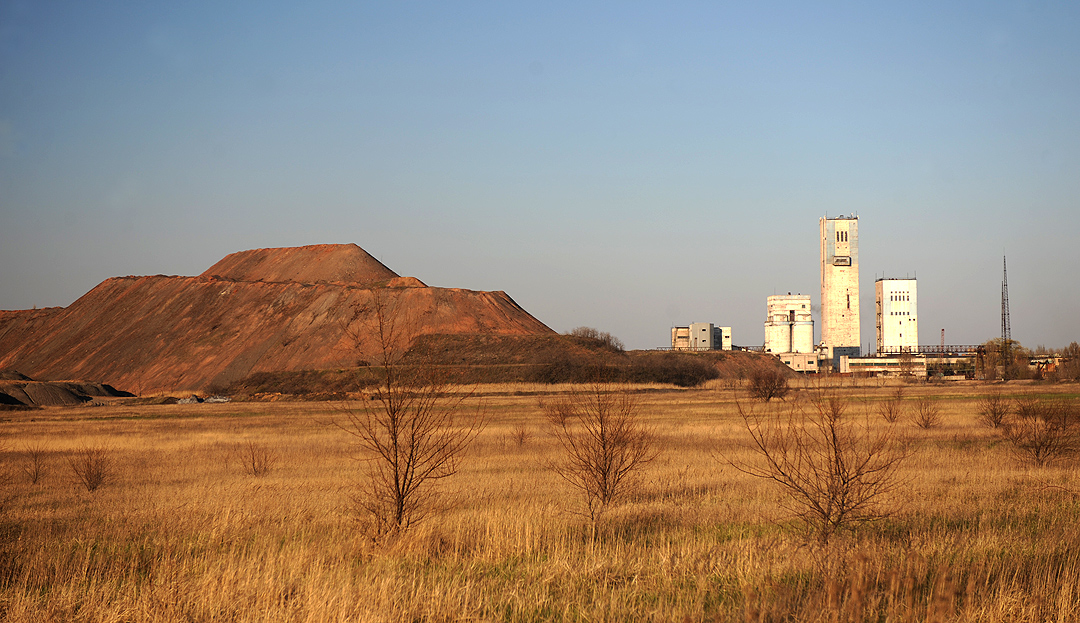
Bergwerk in Wuhledar

## Lage
Die Stadt, die vorwiegend vom Kohlebergbau lebte, liegt im Donbass 60 km südwestlich des Oblastzentrums Donezk. Sie wurde bis Juli 2020 im Südosten vom Rajon Wolnowacha und im Nordwesten vom Rajon Marjinka umschlossen.

## Geschichte
Die Stadt wurde zu Beginn der Entwicklung des südlichen Donezbeckens im Jahr 1964 mit dem Namen Piwdennyj Donezk (ukrainisch Південний Донецьк) gegründet. Sie war als wichtige Industriestadt mit einer Bevölkerung von hunderttausend Einwohnern und mehr als zehn Zechen geplant. Nachdem die Entwicklung der Kohlevorkommen im südlichen Donezbecken in den 1970er Jahren als weniger vielversprechend eingeschätzt wurde als im Kusbass, entstand nur eine kleinere Stadt. 1969 wurde die Siedlung in Wuhledar umbenannt. 1991 erhielt Wuhledar den Status einer Stadt.
Im Juni 1991 ereignete sich in der Steinkohlegrube Juschnodonbasskaja I ein Grubenbrand in 197 Meter Tiefe, bei dem 32 Menschen ums Leben kamen.
Am 24. Februar 2022, dem ersten Tag des russischen Überfalls auf die Ukraine, wurde der Ort mit russischer Streumunition beschossen. Die Rakete schlug neben einem Krankenhaus ein und tötete vier Zivilisten und verletzte zehn weitere. Im November 2022 und im Februar 2023 kam es zu mehreren Versuchen der russischen Angreifer, Wuhledar von Süden her zu erobern, da sie als Frontstadt wichtig für die Bahnlinie zwischen der besetzten Krim und den besetzten Gebieten im Donezbecken ist. Diese kann durch die Ukraine von der Stadt aus angegriffen werden, um so die russische Truppenlogistik zwischen beiden Regionen zu stören. Da diese Angriffe auf Wuhledar über offene Felder erfolgten, kam es zu großen Verlusten für die russischen Truppen. Wuhledar selbst wurde bei den Kampfhandlungen zum Großteil zerstört. Laut dem stellvertretenden Bürgermeister gab es im Februar 2023 kein einziges Haus ohne Schäden mehr. Bis auf 500 Zivilisten hatten die Einwohner zu diesem Zeitpunkt die Stadt verlassen.
Mitte April 2023 wurde die Stadt erneut von russischen Truppen angegriffen. Bis September 2024 waren die ukrainischen Truppen aus zwei Zechen verdrängt worden, die ihnen bei Wuhledar als Militärbasen gedient hatten. Ende September 2024 stand die bis dahin noch von ukrainischen Streitkräften gehaltene Stadtruine vor ihrem Fall; russische Streitkräfte waren zu der Zeit im Süden, Osten und teilweise im Norden bis an die Stadtgrenze herangerückt und drangen von dort in die Stadtrandgebiete ein.
Bis zum 1. Oktober waren die russischen Streitkräfte auch aus westlicher Richtung bis in die Stadt vorgerückt. An dem Tag wurden Kämpfe um das Stadtzentrum gemeldet. Laut ukrainischen Behördenangaben befanden sich zu dem Zeitpunkt noch 107 volljährige Einwohner in Wuhledar. Spätestens am darauffolgenden Tag hatte sich die ukrainische Armee aus Wuhledar zurückgezogen. Seitdem kontrolliert Russland die Stadt.

## Verwaltungsgliederung
Am 11. Oktober 2019 wurde die Stadt zum Zentrum der neugegründeten Stadtgemeinde Wuhledar (Вугледарська міська громада/Wuhledarska miska hromada). Zu ihr zählen auch die sechs in der untenstehenden Tabelle aufgelisteten Dörfer. Bis dahin hatten sie die gleichnamige Stadtratsgemeinde Wuhledar (Вугледарська міська рада/Wuhledarska miska rada) gebildet, die der Oblastverwaltung direkt unterstellt war.
Am 12. Juni 2020 kamen die acht Dörfer Bohojawlenka, Jehoriwka, Maksymiwka, Mykilske, Nowoukrajinka, Petriwske, Pretschystiwka und Schewtschenko zum Gemeindegebiet hinzu.
Am 17. Juli 2020 wurde der Ort ein Teil des Rajons Wolnowacha.
Folgende Orte sind neben dem Hauptort Wuhledar Teil der Gemeinde:
| Name                     | Name         | Name                         |
| ukrainisch transkribiert | ukrainisch   | russisch                     |
| ------------------------ | ------------ | ---------------------------- |
| Beresowe                 | Березове     | Берёзовое (Berjosowoje)      |
| Bohojawlenka             | Богоявленка  | Богоявленка (Bogojawlenka)   |
| Jehoriwka                | Єгорівка     | Егоровка (Jegorowka)         |
| Maksymiwka               | Максимівка   | Максимовка (Maximowka)       |
| Mykilske                 | Микільське   | Никольское (Nikolskoje)      |
| Nowoukrajinka            | Новоукраїнка | Новоукраинка (Nowoukrainka)  |
| Pawliwka                 | Павлівка     | Павловка (Pawlowka)          |
| Petriwske                | Петрівське   | Петровское (Petrowskoje)     |
| Pretschystiwka           | Пречистівка  | Пречистовка (Pretschistowka) |
| Schewtschenko            | Шевченко     | Шевченко                     |
| Solodke                  | Солодке      | Сладкое (Sladkoje)           |
| Stepne                   | Степне       | Степное (Stepnoje)           |
| Taramtschuk              | Тарамчук     | Тарамчук                     |
| Wodjane                  | Водяне       | Водяное (Wodjanoje)          |

## Bevölkerung
Nach der Volkszählung des Jahres 2001 waren 63,1 % der städtischen Bevölkerung ukrainischer und 33,1 % russischer Nationalität.
| 1970  | 1979  | 1989   | 1996   | 2001   | 2005   | 2013   | 2019   | 2022   | 2023 | 2024 |
| ----- | ----- | ------ | ------ | ------ | ------ | ------ | ------ | ------ | ---- | ---- |
| 2.264 | 7.382 | 18.658 | 20.100 | 17.440 | 16.286 | 15.357 | 14.755 | 14.144 | 500  | 107  |

Quellen: 1970;
1979;
1996;
1989, 2001, 2005,
2013
2019, 2023, 2024